# 双疣凤尾藓
双疣凤尾藓（学名：Fissidens bipapillosus）为凤尾藓科凤尾藓属下的一个种。

## 扩展阅读
- 維基物種上的相關：双疣凤尾藓